# Heaven's on Fire
Singles de Kiss
All Hell's Breakin' Loose
(1983) Thrills in the Night
(1985)
Pistes de Animalize
I've Had Enough (Into the Fire)
(1) Burn Bitch Burn
(3)
Heaven's on Fire est une chanson du groupe de hard rock américain Kiss, parue sur l'album Animalize en 1984. Le titre a été écrit par Paul Stanley et Desmond Child, il s'agit du premier single de l'album Animalize.
Heaven's on Fire s'est placé à la 11e position au Mainstream Rock Tracks chart, 48e au Canada, 19e en Suède et 43e au Royaume-Uni .
Un vidéo clip a été tourné et diffusé sur MTV, réalisé par David Lewis et produit par John Weaver. La vidéo a marqué la seule performance officielle du groupe avec le guitariste Mark St. John, avant de quitter le groupe en raison de problèmes aux mains, atteint du Syndrome oculo-uréthro-synovial. Le guitariste Bruce Kulick le remplaça peu de temps après.
Une version live de la chanson a été enregistrée au Cobo Hall le 8 décembre 1984 présente sur la VHS Kiss: Animalize Live Uncensored, titre également inclus sur l'album Hear 'n Aid.
La chanson a été reprise par le groupe suédois Star et par le groupe canadien Daiquiri.

## Composition du groupe
- Paul Stanley – guitare rythmique, chants
- Gene Simmons – basse, chants
- Mark St. John – guitare solo
- Eric Carr – batterie, percussions, chœurs

## Liste des titres
| A. | Heaven's on Fire     | Paul Stanley, Desmond Child | Paul Stanley | 3:18 |
| B. | Lonely Is the Hunter | Gene Simmons                | Gene Simmons | 4:27 |

| A.  | Heaven's on Fire          | Paul Stanley, Desmond Child     | Paul Stanley | 3:18 |
| B1. | Lonely Is the Hunter      | Gene Simmons                    | Gene Simmons | 4:27 |
| B2. | All Hell's Breakin' Loose | Stanley, Simmons, Vincent, Carr | Paul Stanley | 4:34 |

## Charts
| Pays        | Chart             | Meilleure position | Nombre de semaines | Première entrée         | Réf   |
| ----------- | ----------------- | ------------------ | ------------------ | ----------------------- | ----- |
| États-Unis  | Billboard Hot 100 | 49                 | 10                 | 17 novembre 1984        | [ 3 ] |
| Canada      | RPM               | 48                 | Inconnu            | Inconnu                 | [ 2 ] |
| Royaume-Uni | UK Singles Chart  | 43                 | 3                  | 8 septembre 1984 (#43)  | [ 4 ] |
| Pays-Bas    | MegaCharts        | 34                 | 2                  | 13 octobre 1984 (#34)   | [ 5 ] |
| Suède       | Sverigetopplistan | 19                 | 13                 | 28 septembre 1984 (#19) | [ 6 ] |